# Sankt Johann am Tauern
Sankt Johann am Tauern ist ein Dorf im Oberen Murtal in der Steiermark wie auch Ortsteil der Gemeinde Pölstal im Bezirk Murtal. Er war bis 2014 eigenständige Gemeinde.

## Geographie
Die Ortslage befindet sich um die 25 Kilometer nordwestlich von Judenburg. Sie umfasst das hintere Pölstal, von ab 4 km nördlich von Möderbrugg über gut 10 km  bis an die Schulterer Höhe hinüber nach Hohentauern, und die Pölsen, Quelltal der Pöls, auf um die 970–1260 m ü. A. Höhe.
Das Dorf befindet sich etwa zehn Kilometer nördlich des Pölstal-Zentrums.
Es liegt im hinteren Tal auf um die 1055 m ü. A. Höhe. Der Ort umfasst etwa 70 Häuser, gutteils links am Pölsbach (Sonnseite), einige Häuser rechts (Schattseite).
Das Gebiet von Sankt Johann am Tauern umfasst die beiden Teile Sonnseite links (ostseitig) im Tal und Schattseite rechts (westseitig), mit Ort  zahlreiche Streulagen und einige Wochenendhaussiedlungen, zusammen etwa 250 Häuser mit gut 400 Einwohnern.
Die Umrahmung bilden der Kamm des Grießsteins (2337 m ü. A.) und der Südkamm (Kesseleck 2308 m ü. A.) der Seckauer Tauern im Osten, der Kamm des Bruderkogels (2299 m ü. A.) der Wölzer Tauern im Westen, und der Hauptkamm der Niederen Tauern mit dem Bösenstein (2448 m ü. A.) im Nordwesten.
Durch den Ort führt die Triebener Straße (B114).
| Rottenmann (Gem., Bez. Liezen) | Hohentauern (Gem.) Weingrubersiedlung ∗∗               |               |
| Bretstein (Ortsteil) ∗         | Kompassrose, die auf Nachbargemeinden zeigt            |               |
|                                | Zechnersiedlung ∗∗ Möderbrugg Sankt Oswald (Ortsteile) | Gaal (Gem.) ∗ |

∗ Hinter den Bergzügen
∗∗ Dazwischen etliche Einzellagen

## Geschichte
Hier verlief der Saumweg über den Triebener Tauern, der schon vorrömisch bedeutend und dann Teil der Römerstraße Virunum – Ovilava (Zollfeld – Wels) war. Ob die Poststation (Mansio) Tartursanis hier oder in Hohentauern lag, ist aufgrund fehlender archäologischer Befunde unbekannt.
Es erscheint aber möglich, dass schon in der frühesten Zeit der baiuwarischen Landnahme ein Stadelhof oder Zehenthof hier gegründet wurde.
Die Johanneskirche wurde wohl um das Jahr 1300 erbaut, sie ist 1363 erstmals urkundlich erwähnt. Der Ort bildete sich als Kirchweiler, er ist wohl 1490 als s. Johans in einem Admonter Urbar erstgenannt.
Die Straße wurde ab der frühen Neuzeit wieder ausgebaut.
Die evangelische Gemeinschaft bekam 1784 (1794) ein Toleranzbethaus, die heutige Glaubenskirche.
Der Ort war bis 1788 eine Lokalie der katholischen Pfarre St. Oswald, 1892 wurde er auch Pfarrort.

### Gemeinde Sankt Johann
Die politische Gemeinde St. Johann am Tauern wurde 1849/50 aus den beiden  Steuergemeinden, dann Katastralgemeinden St. Johann Schattseite und St. Johann Sonnseite errichtet. Sie gehörte bis 1868 zum Kreis Bruck, dann zum Bezirk Judenburg, und bis 1976 zum Gerichtsbezirk Oberzeiring, dann Gerichtsbezirk Judenburg, zuletzt zum neuen Bezirk Murtal ab 2012.
Im Rahmen der steiermärkischen Gemeindestrukturreform wurde sie mit 1. Jänner 2015 mit den Gemeinden Bretstein, Oberzeiring und Sankt Oswald-Möderbrugg zusammengeschlossen. Die neue Gemeinde führt den Namen Marktgemeinde Pölstal. Die alte Gemeinde wird im Umfang als Zählsprengel weitergeführt.
Gemeindevertretung
Bis zur Auflösung des Gemeinderats am 31. Dezember 2014 setzte sich dieser aufgrund der Gemeinderatswahl 2010 wie folgt zusammen:
- 4 Mandate ÖVP (167 Stimmen)
- 3 Mandate St. Johann aktiv (120 Stimmen)
- 2 Mandate SPÖ (109 Stimmen)

Letzte Bürgermeisterin war bis 31. Dezember 2014 war Sonja Hubmann (ÖVP).

### Wappen
| | Blasonierung: „In Rot ein anstehender schrägrechter goldener, mit einem goldenen Spruchband umwundener Kreuzstab, links oben und rechts unten von je einer an die Schildränder stoßenden geflammten goldenen Glockenblume begleitet.“ |
| Wappenbegründung: Der Kreuzstab (Ferula) mit dem Spruchband ist das Heiligenattribut des Pfarr- und Namenspatrons Hl. Johannes dem Täufer, die Blüten schmücken die ihm geweihte Kirche. Verleihung: 29. Februar 1988 (Wirkung 1. April 1988), LGBl. 1988, 4. Stück, Nr. 14; aufgehoben 31. Dezember 2014. | |

### Bevölkerungsentwicklung
Quelle: Statistik Austria

## Wirtschaft und Infrastruktur
Laut Arbeitsstättenzählung 2001 gab es 20 Arbeitsstätten mit 58 Beschäftigten in der Gemeinde sowie 128 Auspendler und 20 Einpendler. Es gab 54 land- und forstwirtschaftliche Betriebe (davon 33 im Haupterwerb), die zusammen 3356 ha bewirtschafteten (Stand 1999).
Bildung
Es gibt einen Kindergarten und eine Volksschule.

## Kultur und Sehenswürdigkeiten
im Ort:
- Katholische Pfarrkirche St. Johann am Tauern
- Pfarrhof, neben der Kirche
- Kalvarienbergkapelle

in der Gegend:
- Evangelische Glaubenskirche
- Vordere Kurz, Gehöft mit alter Mühle
- Oberer Lerchbacher, Gehöft
- Schellhube, Gehöft
- Pölsenhube (Maximilianhube), ehem. Jagddomizil Kaiser Maximilian des I., in der Pölsen

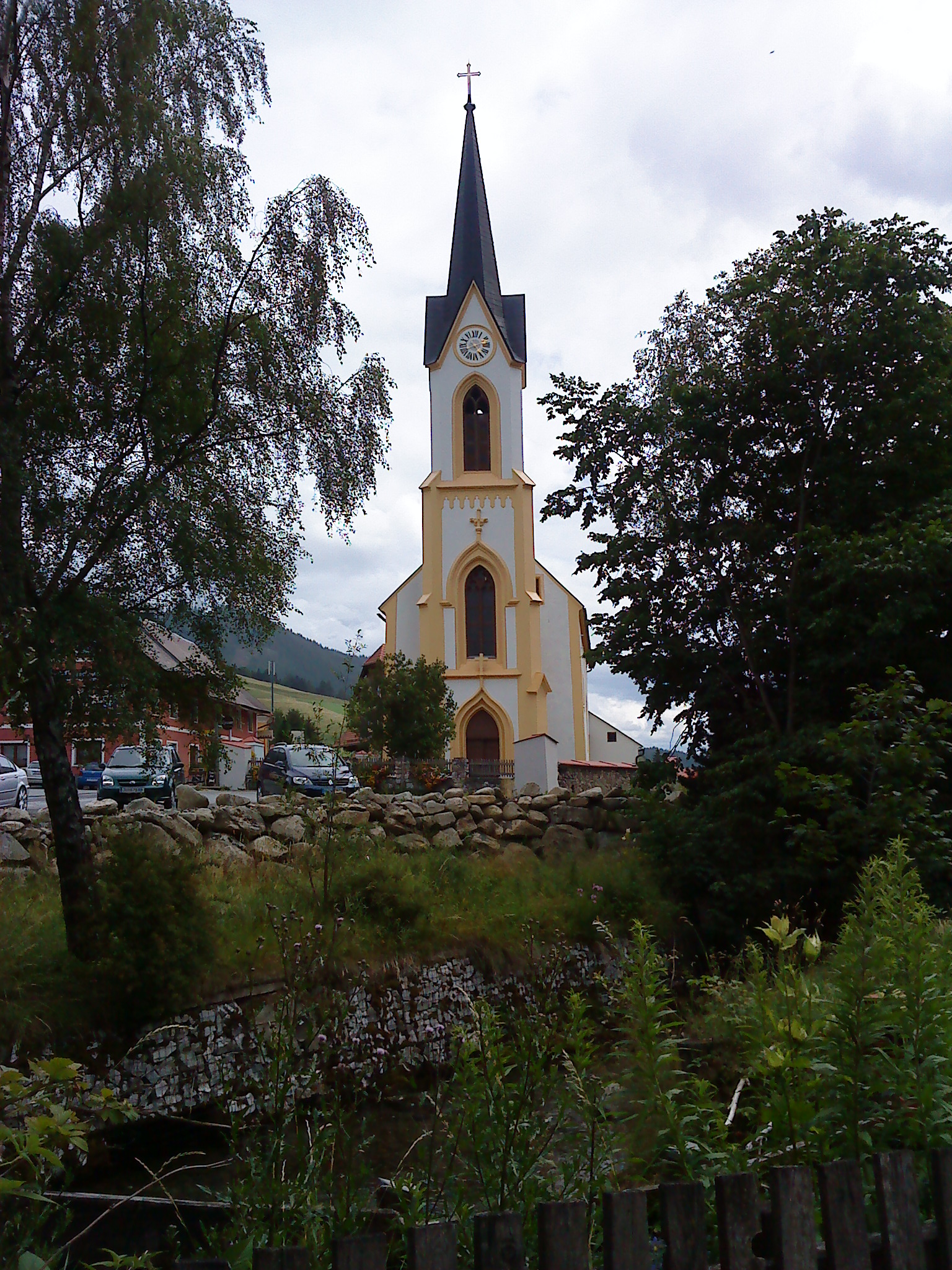
Katholische Pfarrkirche
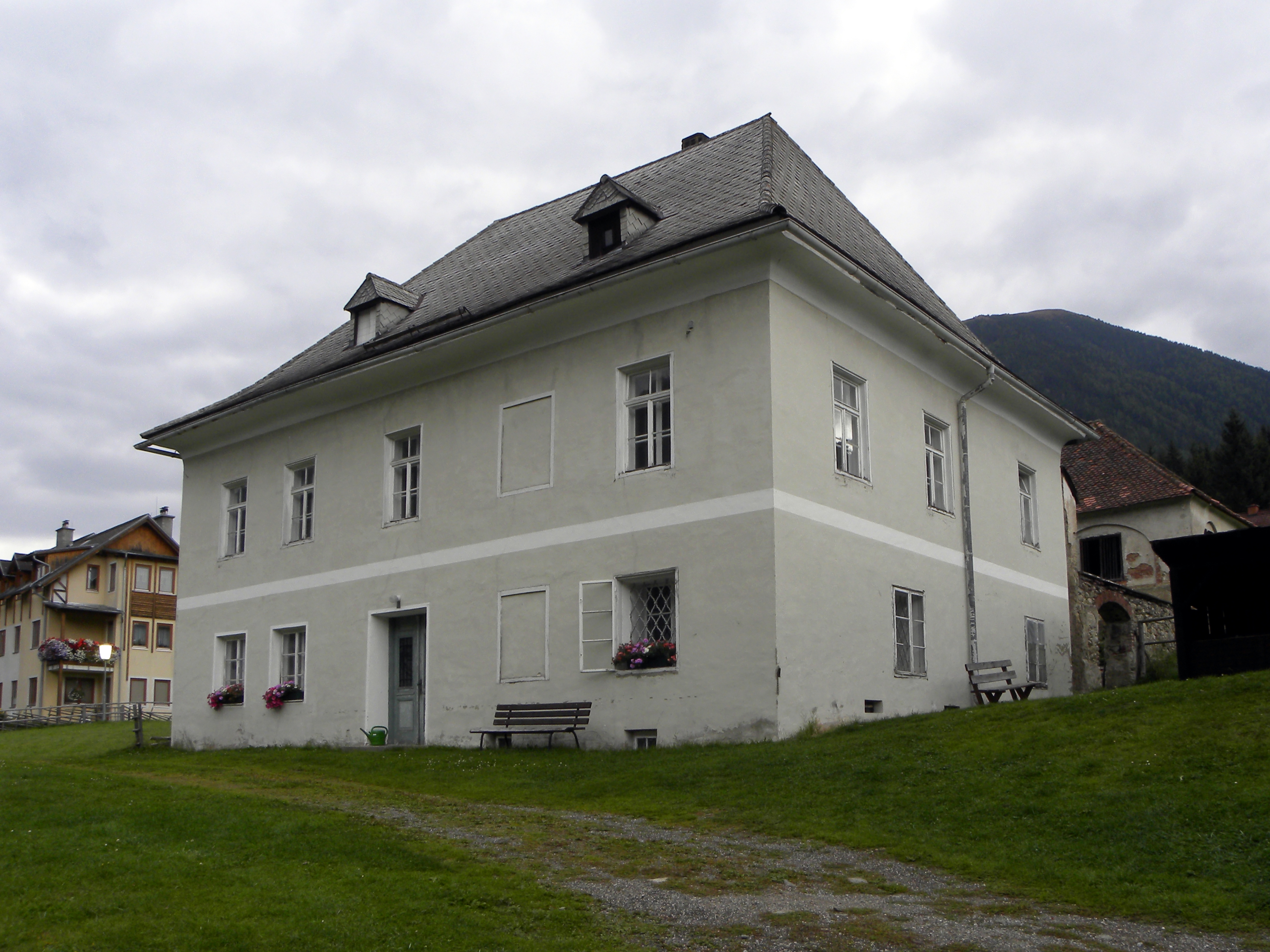
Pfarrhof
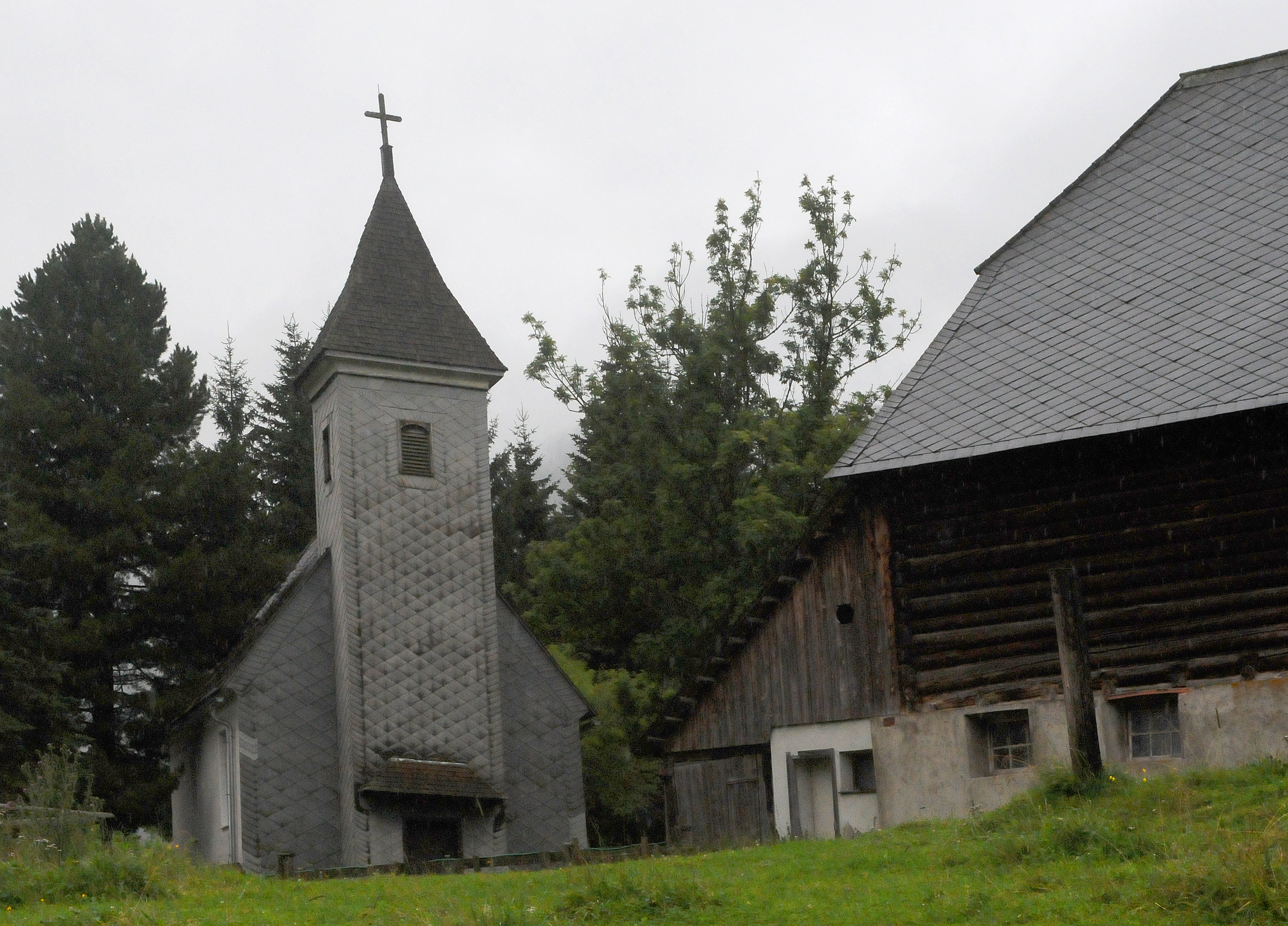
Evangelische Glaubenskirche
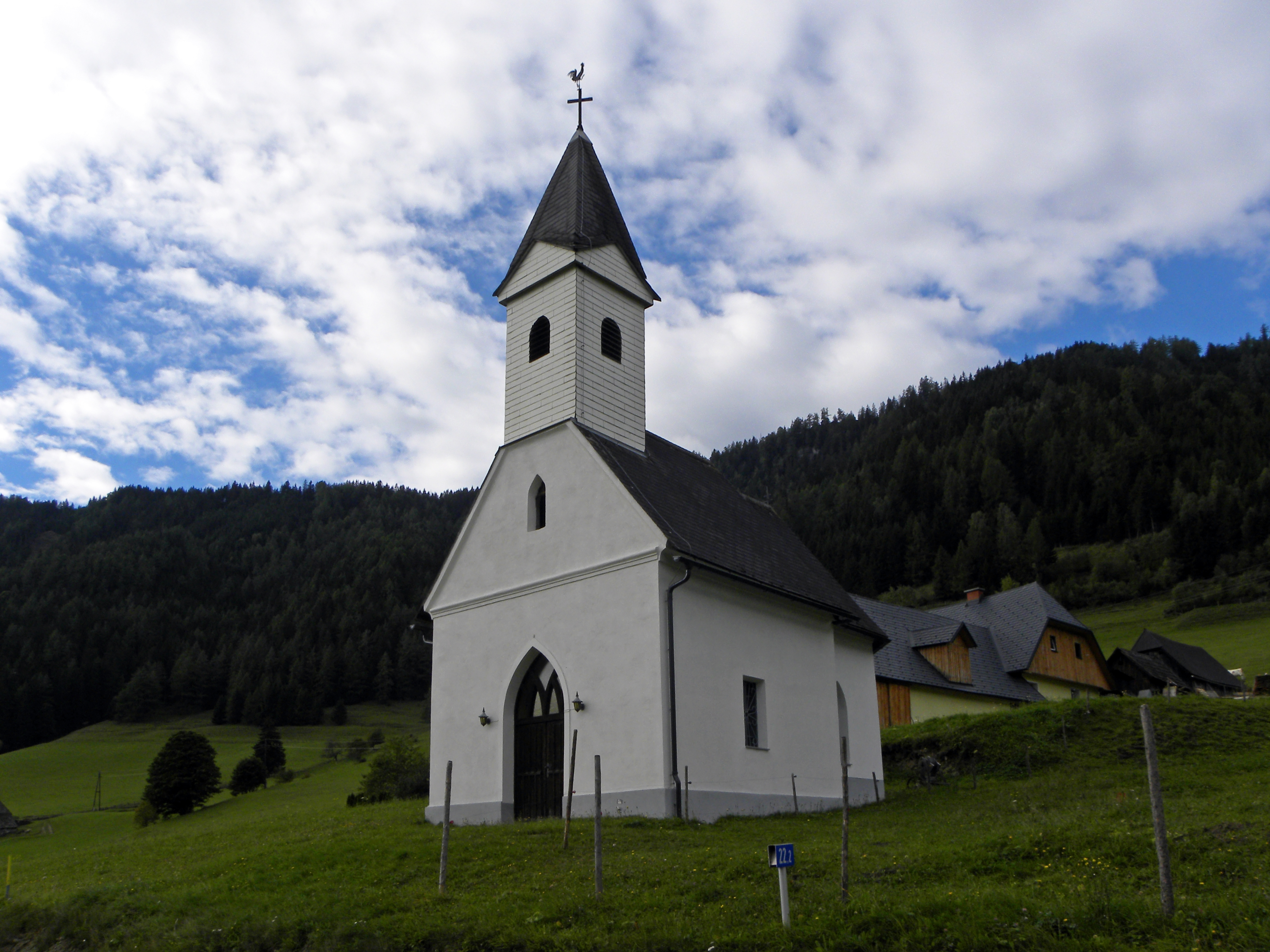
Kalvarienbergkapelle beim Vorderen Kurz
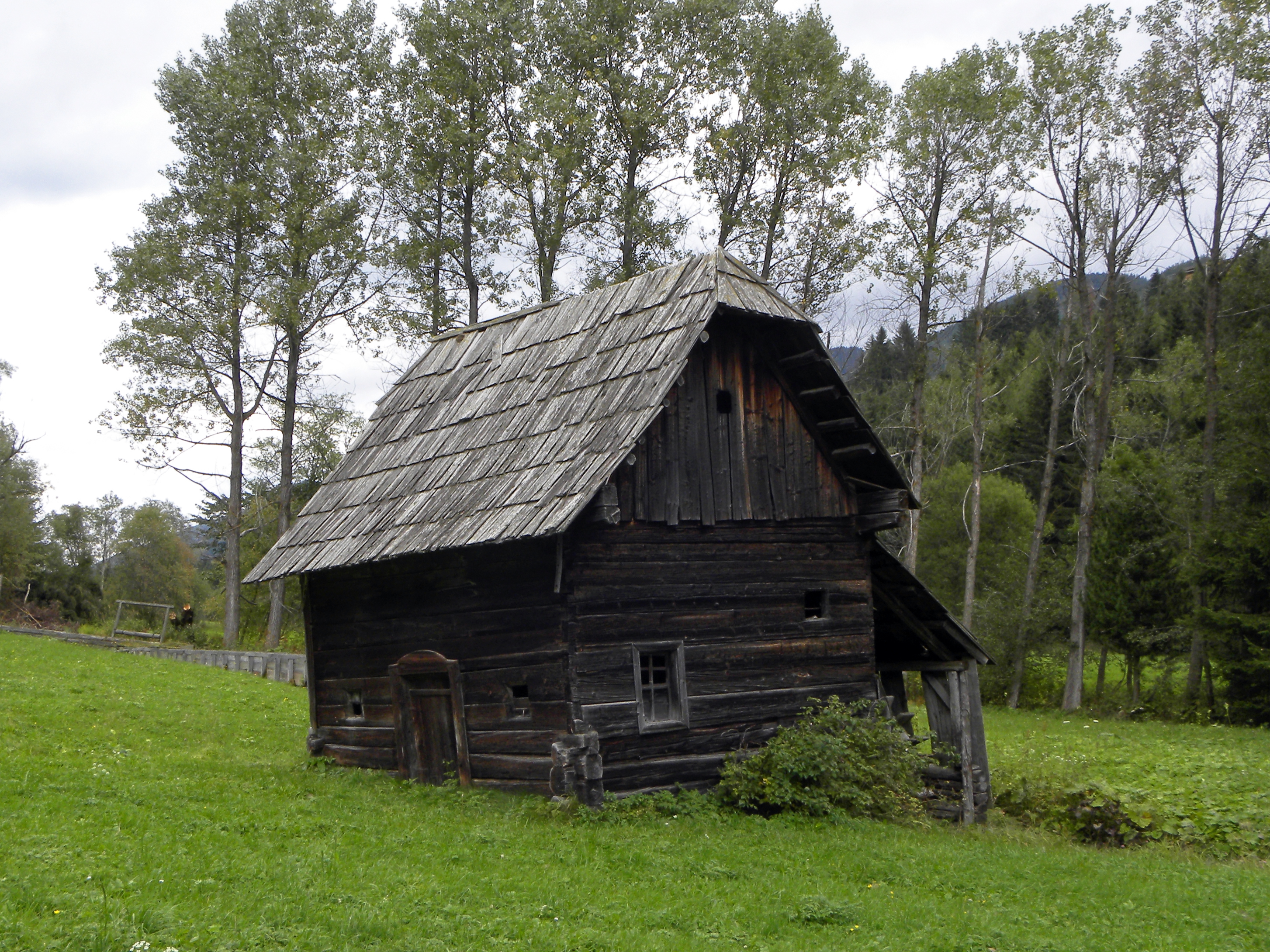
Mühle beim Vorderen Kurz
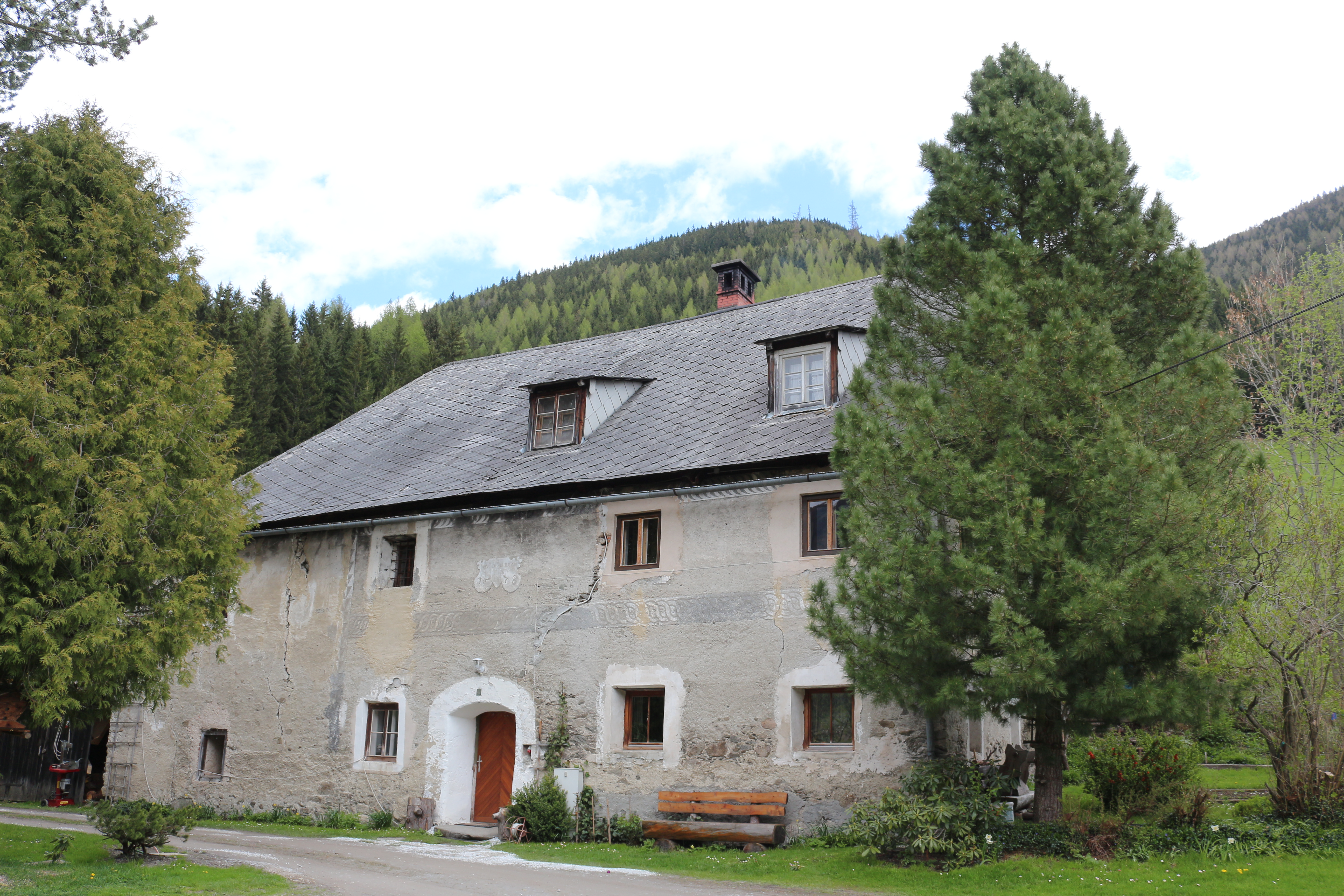
Schellhube
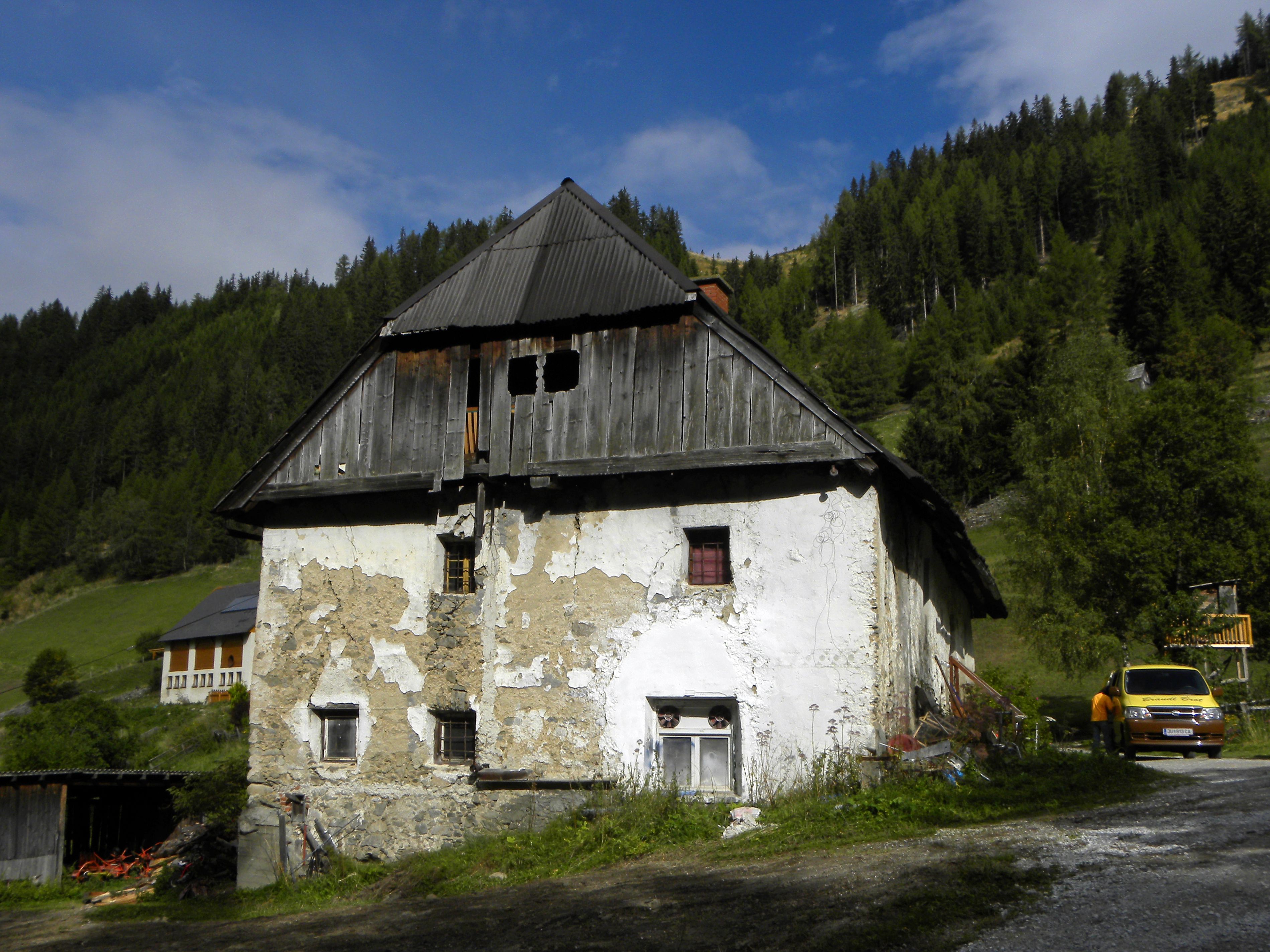
Oberer Lerchbacher
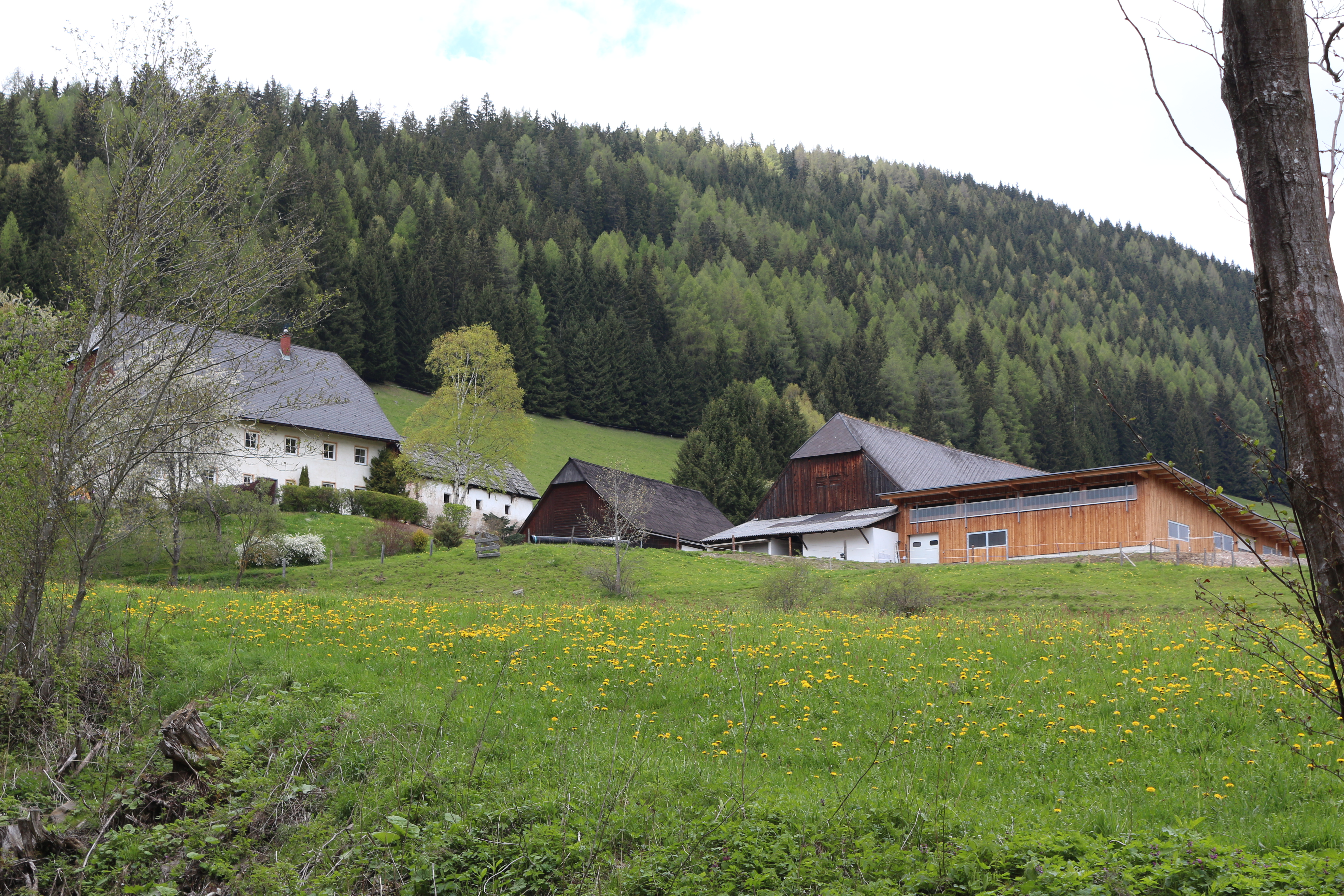
Schaffer
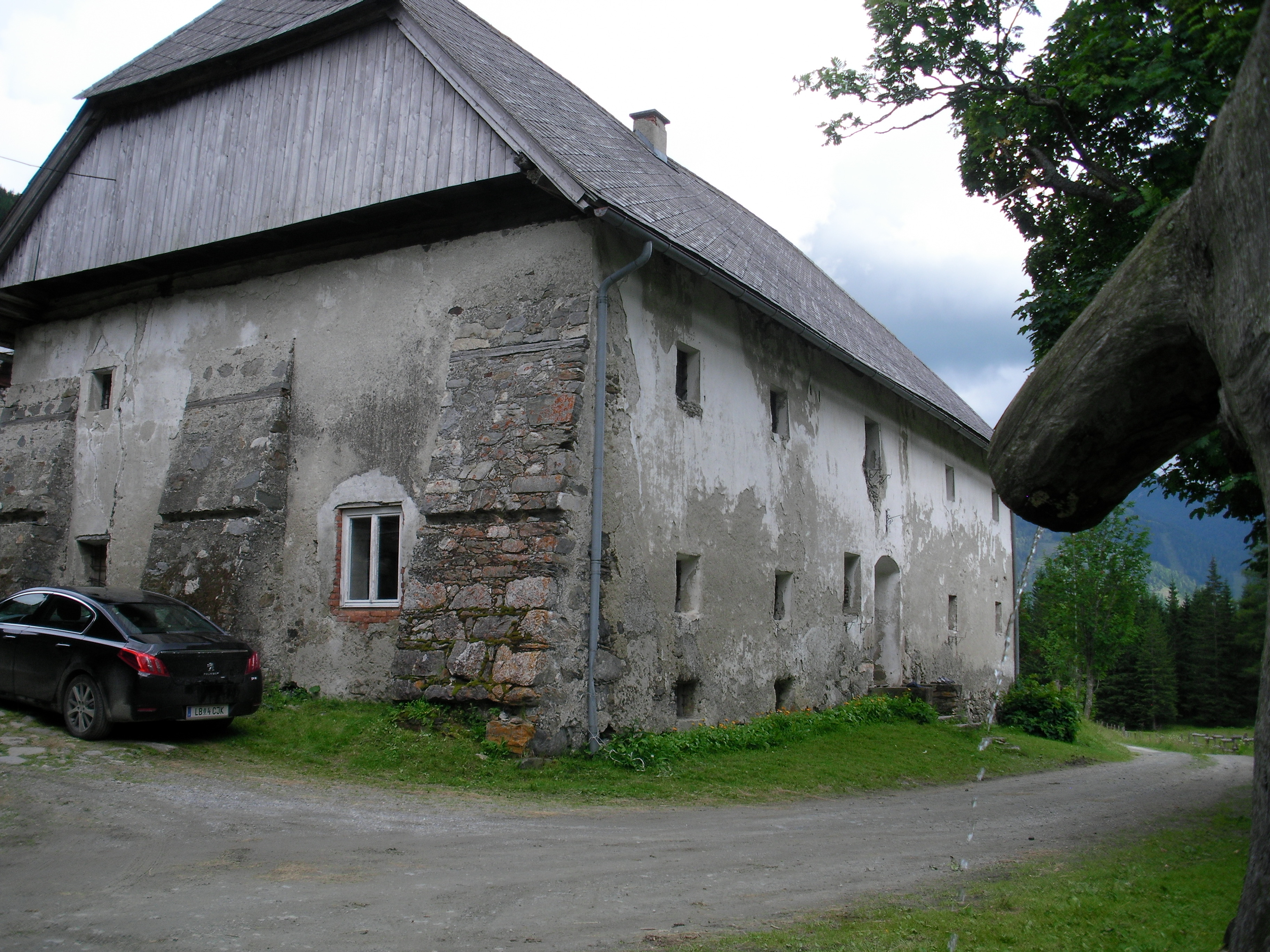
Pölsenhube

## Persönlichkeiten
Söhne und Töchter von St. Johann am Tauern:
- Fred Rößner (1911–2005), Sportler, Trainer und Sportpionier
- Hermann Kröll (1939–2016), Politiker (ÖVP), Bürgermeister von Schladming 1975–2005